# Steve Nash
Stephen John Nash (Johannesburgo, Sudáfrica; 7 de febrero de 1974) es un exjugador y entrenador de baloncesto canadiense, además de empresario. Como entrenador ha dirigido a los Brooklyn Nets de la NBA hasta noviembre de 2022, y como jugador disputó 19 temporadas en la misma liga, logrando en dos ocasiones el premio al jugador más valioso de la temporada (MVP) en 2005 y 2006. Con 1,91 metros de altura, jugaba en la posición de base.
Nash disfrutó de una exitosa carrera en la escuela secundaria de baloncesto, y se le dio finalmente una beca de la Universidad de Santa Clara. En sus cuatro temporadas con los Broncos, el equipo hizo tres apariciones en el torneo de la NCAA, y Nash fue premiado dos veces como Jugador del Año de la Conferencia de la Costa Oeste (CMI). Después de graduarse de Santa Clara como líder absoluto del equipo en asistencias, Nash entró en el Draft 1996 de la NBA y fue seleccionado en la decimoquinta posición por los Phoenix Suns. Su impacto fue mínimo, y fue traspasado a los Dallas Mavericks en 1998. En su tercera temporada con los Mavericks fue elegido para disputar su primer All Star Game de la NBA y fue incluido en el mejor quinteto de la liga. Junto con Dirk Nowitzki y Michael Finley, Nash lideró a los Mavericks a las Finales de la Conferencia Oeste la temporada siguiente. Sin embargo, se convirtió en agente libre después de la temporada 2003-04 y volvió a los Suns de Phoenix.
En la Temporada 2004-05 de la NBA Nash lideró a los Suns a las Finales de la Conferencia Oeste, y fue nombrado el Jugador Más Valioso de la liga (MVP). Fue nombrado MVP de nuevo en la temporada 2005-06 y estuvo cerca de conseguir un tercer título consecutivo, pero quedó segundo en la votación del MVP de la temporada 2006-07, superado por Nowitzki. Nombrado por ESPN en 2006 como el noveno mejor base de todos los tiempos, Nash ha liderado la liga en porcentaje de asistencias en varios puntos de su carrera. También está considerado como uno de los mejores jugadores de la NBA para la historia de la liga en porcentaje de triples, de tiro libre, asistencias totales y asistencias por partido. Nash es el mejor lanzador de tiros libres de la historia de la NBA, con un 90,43% de acierto en su carrera, y el cuarto en asistencias totales, solo por detrás de John Stockton, Jason Kidd y Chris Paul.
Desde 2015 a 2020 formó parte del equipo técnico de los Golden State Warriors y desde 2020 a 2022 fue nombrado entrenador principal de los Brooklyn Nets. Además, desde 2016 es accionista del Real Club Deportivo Mallorca, ocupando también el cargo de consejero entre 2016 y 2020.

## Carrera

### Biografía
Steve Nash nació el 7 de febrero de 1974 en Johannesburgo, Sudáfrica, pero antes de que cumpliera dos años se mudó con sus padres a Canadá, instalándose primero en Regina, y luego en Victoria. La razón fundamental fue que sus padres no querían que Steve creciera envuelto en el apartheid. Su madre es galesa, mientras que su padre es inglés. Posee doble nacionalidad, canadiense y británica.
Su familia está muy relacionada con el mundo del deporte. Su padre Peter fue un futbolista profesional que jugó en Sudáfrica, mientras que su madre, Jean, era miembro de la selección inglesa de netball. Su hermano Martin ha sido internacional 38 veces con la selección canadiense de fútbol, mientras que su hermana Joann fue la capitana del equipo de fútbol de la Universidad de Victoria durante 3 temporadas.

### Preparatoria
Nash asistió primero al Mount Douglas Secondary School (donde jugó junto a su hermano Martin) para después pasar a la escuela privada de St. Michael's University School, en Victoria, donde formó parte del equipo de baloncesto. Allí promedió como senior 21,3 puntos, 9,1 rebotes y 11,2 asistencias, casi un triple-doble de promedio. Lideró al equipo al título provincial.
Nash decidió dedicarse al baloncesto pese a que también jugaba al fútbol en el instituto, donde fue nombrado Jugador del Año en Columbia Británica, idéntico galardón al que recibió en baloncesto durante su temporada sénior.

### Universidad
Debido a la limitada oferta que ofrecía el baloncesto universitario en Canadá, Nash tuvo que buscarse la vida en Estados Unidos para recalar en la NCAA. Ian Hyde-Lay, su entrenador del instituto, envió videos de Steve a 30 universidades, pero a ninguna le llamó la atención. Sin embargo, en un viaje de trabajo, el entrenador de la Universidad de Santa Clara, Dick Davey, dio con Nash, de quien pidió videos antes de concertar una cita con el jugador. Después de verle dominar un partido, Davey recalcó: "Estaba muy nervioso esperando que nadie más pudiera fijarse en él".
Nash se matriculó en Santa Clara en la temporada 1992-93. Como freshman, ayudó a los Broncos al título de la West Coast Conference y a un gran triunfo ante el n.º 2, Arizona Wildcats, en la 1.ª ronda del torneo NCAA de 1993, aunque luego caerían ante Temple Owls. Aquella temporada promediaría 8,1 puntos, 2,5 rebotes y 2,2 asistencias.
En su segundo año, Steve tomó las riendas del equipo promediando 14,6 puntos, 2,8 rebotes y 3,7 asistencias. El único punto negativo fue que el equipo no logró clasificarse para el torneo NCAA.
Su verdadera irrupción se dio en sus dos últimas temporadas, tanto en la 1994-95 como en la 1995-96 fue elegido Jugador del Año en la West Coast Conference, el primer Bronco en hacerlo desde Kurt Rambis. En su año júnior promedió 20,9 puntos, 4,2 rebotes y 6,4 asistencias, cuajando su mejor temporada en la NCAA. En el torneo final cayeron en 1.ª ronda ante Mississippi State.
Como sénior firmó 17 puntos, 3,6 rebotes y 6 asistencias. Estuvo en la lista de nominados al premio All-America por The Associated Press y USBWA. Esta vez caerían en 2.ª ronda ante Kansas Jayhawks.
Nash finalizó su carrera en Santa Clara como líder histórico en asistencias (510), porcentaje en tiros libres (86,2%) y triples anotados e intentados (263-656). Acabó tercero en puntos (1.689) y ostenta el récord de mejor porcentaje en tiros libres en una temporada, con 89,4%.  En septiembre de 2006, Santa Clara retiró su dorsal 11, convirtiéndose en el primer deportista de dicha universidad en recibir tal honor.
Mientras estuvo en la universidad, jugó con la selección canadiense de baloncesto en la Universiada de 1993, donde ganó la medalla de plata tras perder frente a unos Estados Unidos donde jugaban futuros NBA como Michael Finley y Damon Stoudamire. Ese mismo año, Steve también jugó con Columbia Británica en los Juegos de Canadá, logrando la medalla de bronce en esta ocasión.

### Profesional

#### Phoenix Suns (1996-98)
Después de graduarse con una licenciatura en sociología, Nash fue seleccionado 15a posición por los Phoenix Suns en la primera ronda del Draft de la NBA de 1996. Al igual que le pasó a John Stockton en su día los aficionados abuchearon la elección, por considerarle un jugador relativamente desconocido. Esto se debía a que a pesar de sus logros universitarios impresionantes, Nash no había jugado en una de las conferencias universitarias más importantes. Durante sus dos primeras temporadas en la NBA, Nash jugó un papel secundario detrás de los bases estrella Kevin Johnson, Sam Cassell y más tarde, Jason Kidd. Ambos, Johnson y Cassell, tenían una dilatada experiencia, habiendo jugado las finales de la NBA, mientras que Kidd fue el número 2 en el Draft 1994 y ya era un All-Star cuando llegó a Phoenix.
En su temporada de novato, Nash jugó solo 10,5 minutos de media, pero en su segunda temporada, su presencia aumentó significativamente y terminó como decimotercero en porcentaje de tiros de tres esa temporada. Sin embargo, el canadiense no duró mucho en los Suns. Mientras jugaba en Santa Clara, Nash había conocido y se hizo amigo Donnie Nelson, entrenador asistente de los Dallas Mavericks, que en ese momento trabajaba para los Golden State Warriors. Después de mudarse a Dallas, Nelson fue capaz de convencer a su padre, Don Nelson, entonces entrenador de los Mavericks y general mánager para adquirir al infrautilizado Nash. Después del Draft de la NBA de 1998, Nash fue traspasado de los Suns a los Mavericks a cambio de Martin Müürsepp, Bubba Wells, los derechos de draft a Pat Garrity y una selección de primera ronda (que más tarde resultó ser su futuro compañero en Phoenix Shawn Marion).

#### Dallas Mavericks (1998-2004)
Fue en Dallas que Nash se estableció como un base formidable, comenzando la década como uno de los mejores jugadores en su posición. Durante su primer año como Maverick (la temporada 1998-99 del cierre patronal) comenzó como titular en los 40 partidos que jugó, y promedió 7,9 puntos, 2,9 rebotes y 5,5 asistencias por partido. Los Mavericks no llegaron a los playoffs, pero en la temporada 1999-2000, las perspectivas del equipo mejoraron considerablemente. Nash se perdió 25 partidos de temporada regular debido a una lesión de tobillo, pero tras su regreso registró seis dobles-dobles en el último mes de competición. Terminó la temporada con promedios de 8,6 puntos y 4,9 asistencias por partido. Pero había buenas perspectivas: su compañero de equipo y amigo Dirk Nowitzki estaba floreciendo rápidamente en un gran jugador, el veterano Michael Finley tenía un año de All-Star, y el nuevo dueño del equipo, el multimillonario Mark Cuban, estaba trayendo nueva energía y emoción a la franquicia. Nash tenía ahora un ambiente en el que podía prosperar.
En la temporada 2000-01, Nash promedió 15,6 puntos y 7,3 asistencias por partido logrando al fin su despegue. Con Nash dirigiendo la ofensiva del equipo, Nowitzki y Finley jugando en su mejor momento, y la adquisición del All-Star Juwan Howard para complementar el trío de anotadores, los Mavericks ganaron un lugar en los playoffs por primera vez en más de una década. Dallas perdió en las semifinales de la Conferencia Oeste cuatro juegos frente a uno a los San Antonio Spurs, pero marcó el comienzo de una carrera memorable para Nash y los Mavericks. En la temporada 2001-02, Nash promedió 17,9 puntos y 7,7 asistencias por partido y se ganó un lugar en el NBA All-Star Game y en el Tercer Equipo Ideal de la NBA. Dallas ganó otro viaje a los playoffs, pero volvió a perder en las semifinales a los Sacramento Kings cuatro juegos a uno.
Nash repitió el rendimiento de su campaña anterior, en la temporada 2002-03, promediando 17,7 puntos y 7,3 asistencias por partido, una vez más formó parte del All-Star y en el Tercer Equipo Ideal de la NBA. Nowitzki y Nash lideraron a los Mavericks a una racha de 14 victorias consecutivas para abrir la temporada hasta llegar a las Finales de la Conferencia Oeste, donde perdieron ante los eventuales campeones de la NBA, los San Antonio Spurs, cuatro juegos a dos. La temporada 2003-04 vio una ofensiva impulsada las adquisiciones de Antoine Walker y Antawn Jamison, pero también una caída en las contribuciones de Nash en anotación. Como resultado, no fue seleccionado para el equipo All-Star NBA ni en los equipos de honor de la NBA, a pesar de que logró un nuevo récord de carrera en asistencias por partido y en precisión desde el tiro libre (91,6%). En los Playoffs, Dallas no pudo avanzar una vez más debido a que los Kings de Sacramento les ganaron cuatro juegos a uno.
Después de la temporada 2003-04, Nash se convirtió en agente libre. Trató de negociar un contrato a largo plazo con Mark Cuban, que estaba pagando por Walker, Finley, Nowitzki y Jamison casi $ 50 millones en salarios combinados esa temporada. Cuban quería construir su franquicia en torno al joven Nowitzki y no quería arriesgarse a firmar un contrato a largo plazo con Nash, de 30 años de edad. Le ofreció Nash un contrato de cuatro años por valor de alrededor de $ 9 millones de dólares anuales, con un quinto año parcialmente garantizado. Los Phoenix Suns por otro lado ofrecieron al base un contrato de seis años por $63 millones. Nash se resistía a abandonar Dallas y consultó a Cuban para ver si podía igualar la oferta; Cuban no lo hizo, y Nash firmó por los Suns en la temporada 2004-05. El canadiense se encendería y volvería a ganar dos premios de MVP de la NBA con Phoenix. EL 14 de junio de 2006 Cuban se preguntó en voz alta en una aparición en The Late Show con David Letterman,: "... ya sabes Steve es un gran tipo y lo amo hasta la muerte, pero ¿por qué no jugó como un MVP cuando estaba con nosotros?..."

#### Vuelta a Phoenix Suns (2004-2012)

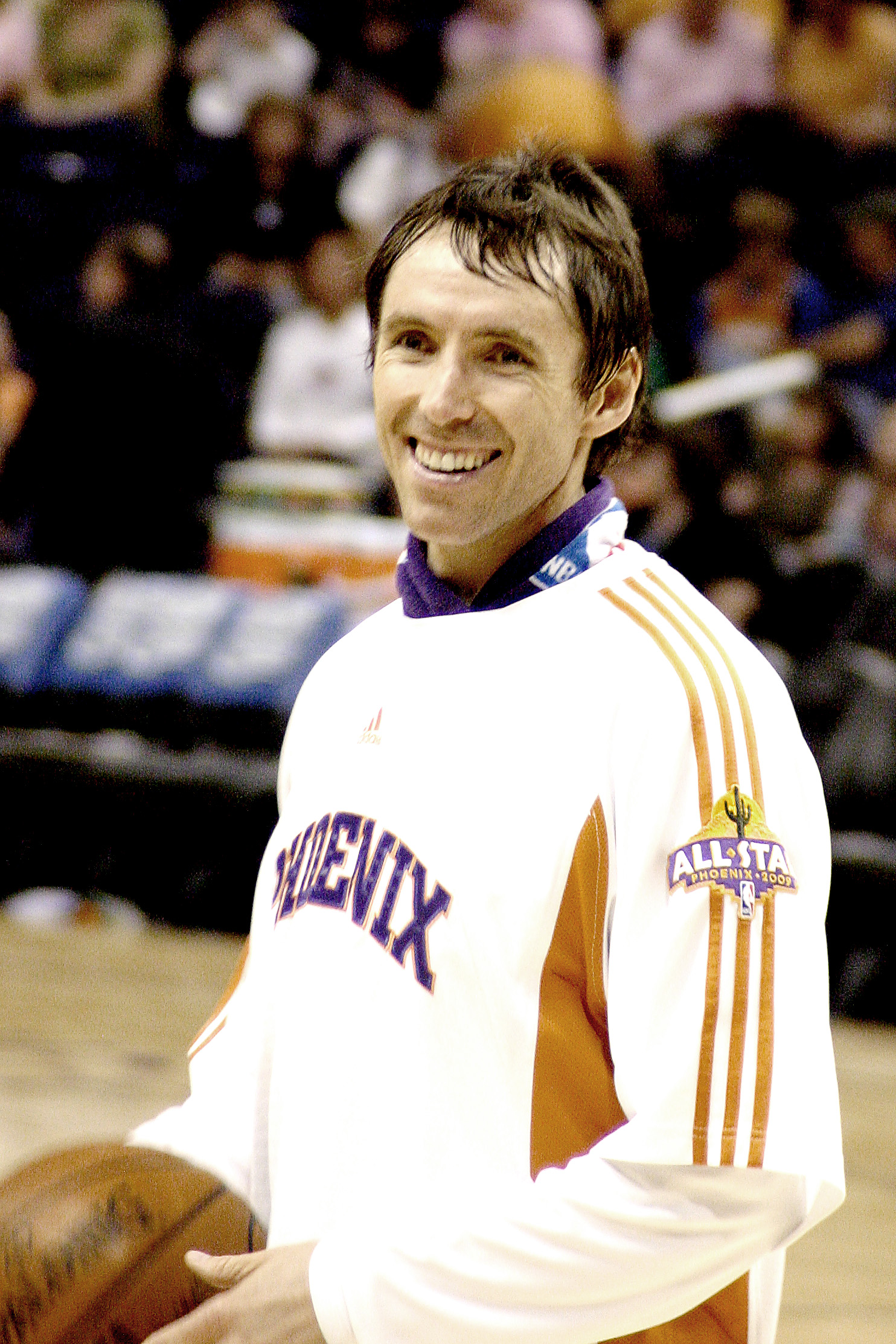
Tras el regreso de Nash a Phoenix en 2004, ganaron 33 partidos más que en la temporada anterior.

Nash se unió a un equipo de los Suns, el cual tenía una plantilla de emergentes jugadores jóvenes como Shawn Marion, Joe Johnson y Amar'e Stoudemire. En la temporada previa a que Nash llegara a los Suns, habían registrado un 29-53 en ganados y perdidos, y se esperaba que tendrían una temporada pobre. El entrenador jefe Mike D'Antoni favorecía un estilo de baloncesto de ritmo vertiginoso, que requería de jugadores bajos y atléticos que tuvieran la capacidad de correr y tirar más rápido que el equipo contrario.  La familiareidad de Nash con este estilo se combinó con la capacidad atlética de sus compañeros de equipo para producir un registro de 62-20 (Mejor de la NBA) y un promedio de puntos por partido de 110,4, el más alto en una década. El catalizador de este cambio, Nash promedió 11,5 asistencias por juego mientras que convierte el 50,2% de sus tiros de campo y el 43,1% de sus tiros de tres puntos en la temporada regular. Superó a Shaquille O'Neal al ganar el premio de MVP de la temporada de la NBA 2004-05, convirtiéndose en el primer canadiense en ganar el honor, así como el tercer base en ser nombrado Jugador Más Valioso, junto con Magic Johnson.
Tras el regreso de Nash de Phoenix en 2004, los Suns ganaron partidos 33 más de lo que hizo la temporada anterior.
La temporada siguiente, Stoudemire sufrió una grave lesión de rodilla, y Johnson y Quentin Richardson se negociaron lejos. No se esperaba que los Suns repitieran su exitosa temporada 2005, pero con Nash dirigiendo, el equipo recopiló un respetable récord de 54-28 y ganó el título de la división. Los Suns fueron de nuevo el equipo más anotador de la liga con siete jugadores promediando dobles dígitos en puntos por partido, y Nash fue elegido para comenzar el All Star Game del 2006. Después de haber registrado marcas de su carrera en puntos (18.8), rebotes (4,2), porcentaje de tiros de campo (.512) y porcentaje de tiros libres (.921 un líder de la liga), y liderando la liga con 10.5 asistencias por partido, Nash fue nombrado el MVP de la liga por segundo año consecutivo.  En la primera ronda de los playoffs, Phoenix superó un déficit de 3-1 contra Los Angeles Lakers y ganaron la serie 4-3. Los Clippers de Los Ángeles eran sus oponentes semifinales de la Conferencia, y los Suns nuevamente necesitaron siete juegos para ganar la serie. Por segundo año consecutivo sin embargo, los Suns se despidieron en las Finales de Conferencia, esta vez frente exequipo de Nash, Dallas.
En la temporada 2006-07, Nash tuvo otra campaña estelar, promediando 18,6 puntos y un récord personal de 11.6 asistencias por juego mientras que se convertía en la primera persona desde Magic Johnson en 1990-91 con un promedio de 18 puntos y 11 asistencias por partido durante la temporada regular. Nash recibió la mayoría de votos para el primer equipo All-NBA y fue acompañado por su compañero de equipo Stoudemire,. los dos eran los primeros compañeros de equipo para hacer el primer equipo desde Kobe Bryant y Shaquille O'Neal en 2003-04 Nash recibió 129 votos de primer lugar y 645 puntos totales desde el panel de 129 miembros de la prensa.  Él estuvo a punto de ser MVP tercera vez consecutiva, llegando en segundo lugar con 44 votos de primer lugar y 83 para Dirk Nowitzki. En los playoffs, los Suns eliminaron a los Lakers en cinco partidos, pero no pudieron superar a los Spurs en las semifinales de la Conferencia, perdiendo la serie 4-2.

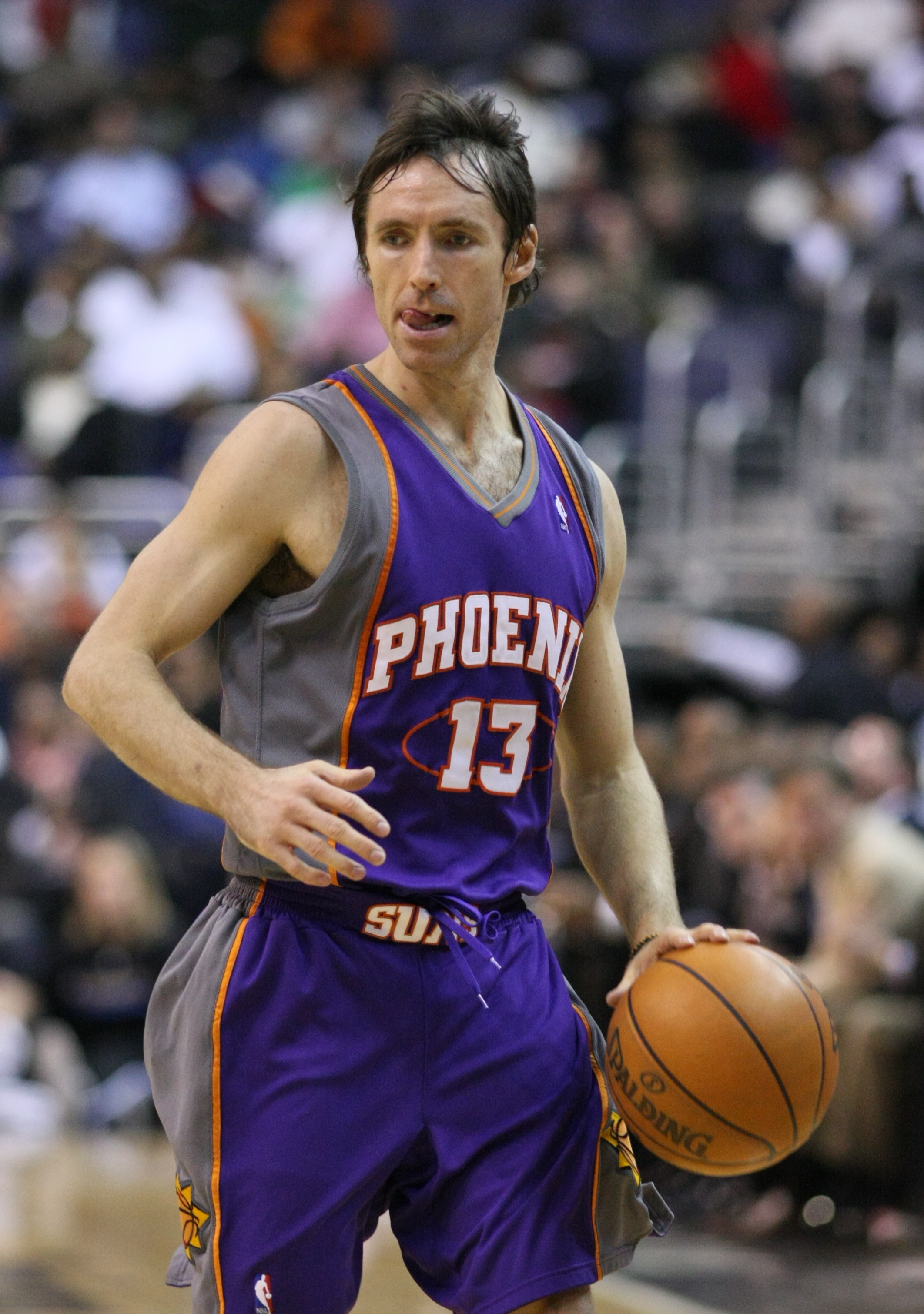
Nash en 2009 con los Suns.

Nash jugó 81 partidos de temporada regular durante la temporada 2007-08, en esta campaña, la Conferencia del Oeste fue especialmente competitiva y lideró a los Suns a un récord de 55 victorias, logrando ser el sexto preclasificado para el 2008 Playoffs de la NBA. Aunque hubo una caída en su producción de la temporada regular, el tiro Nash siguió siendo fuerte, la precisión de su tiro fue a la par con su campaña 2005-06 MVP (disparando al menos un 50% de campo, 40% más que el arco de tres puntos, y el 90% de la línea de tiros libres, uniéndose así al Club del 50-40-90). El 31 de enero de 2008, vistió la camiseta de All-Star por sexta vez en su carrera. Sin embargo, Nash continuó experimentando agonía en los playoffs. A pesar de un cambio a mitad de temporada que envió a Shawn Marion a Miami Heat y trajo el cuatro veces campeón de la NBA Shaquille O'Neal en el equipo, los Suns fueron derrotados en la primera ronda de los playoffs por los Spurs de San Antonio, por tercera vez en cuatro años. En el decisivo Juego 5, Nash sufrió de "nerviosismo de Juego de eliminación", y entregó el balón dos veces en los últimos dos minutos de lo que fue una contienda ajustada. A pesar de todo, Nash más tarde fue nombrado para el Segundo Equipo Ideal de la NBA en la temporada 2007-08.
Antes de la temporada 2008-09 comenzó, el entrenador D'Antoni fue reemplazado por Terry Porter, quien prefería un estilo más defensivo. Los Suns tuvieron dificultades para adaptarse a este nuevo sistema, e incluso un cambio que implica el envío en diciembre de los incondicionales Raja Bell y Boris Diaw a los Charlotte Bobcats por el atlético alero Jason Richardson no evitó que los Suns continuaran penando. Porter fue reemplazado por Alvin Gentry en febrero tras un récord de 28-23, pero los Suns no pudieron lograr cosechar un lugar para los playoffs, resultando en que Nash se perdiera los playoffs por primera vez desde que regresó a Phoenix.
Nash y los Suns comenzaron la temporada 2009-10 con una serie de buenas actuaciones, yendo 8-1 en sus primeros nueve juegos (mejor de la franquicia desde 1980-81), con Nash produciendo dos juegos de 20 asistencias. El 21 de enero de 2010, Nash fue nombrado base titular para el Oeste de la NBA 2010 All-Star Game. Con él operando desde la base, los Suns fueron el equipo más anotador de la liga durante la temporada, y cosecharon el tercer lugar en la conferencia para los playoffs con 54 victorias. Con las sólidas actuaciones por Richardson y el veterano Grant Hill, los Suns derrotaron a los Trail Blazers de Portland por 4-2 en la primera ronda de los playoffs, y barrieron a los Spurs por 4-0 en la segunda ronda. Los Suns se reunieron con los campeones defensores, los Lakers de Los Ángeles, en las Finales de Conferencia. Después de perder los dos primeros partidos, Phoenix ganó los dos siguientes para empatar la serie. Pero en el quinto partido Ron Artest encesto sobre la bocina empujando a los Lakers un juego más cerca de la final, y los 37 puntos de Kobe Bryant en el Juego 6 completaron la derrota de los Suns.
Los Suns realizaron dos cambios significativos en su plantilla en la temporada 2010-11. Durante la pretemporada, Stoudemire se fue a Nueva York, mientras que su compañero de equipo, el veterano brasileño Leandro Barbosa fue cambiado por Hedo Turkoglu. Josh Childress y Hakim Warrick también fueron reclutados para unirse a los Suns. No mucho tiempo después de que comenzara la temporada, Turkoglu, Richardson, Earl Clark y fueron traspasados a Orlando por Vince Carter, Marcin Gortat y Mickaël Piétrus, mientras que la estrella en ascenso Goran Dragić fue traspasado a Houston Rockets por Aaron Brooks. Los Suns tuvieron dificultades para ser incluso un equipo de.500, y por segunda vez desde que Nash regresó a Phoenix, los Suns no llegaron a los playoffs.

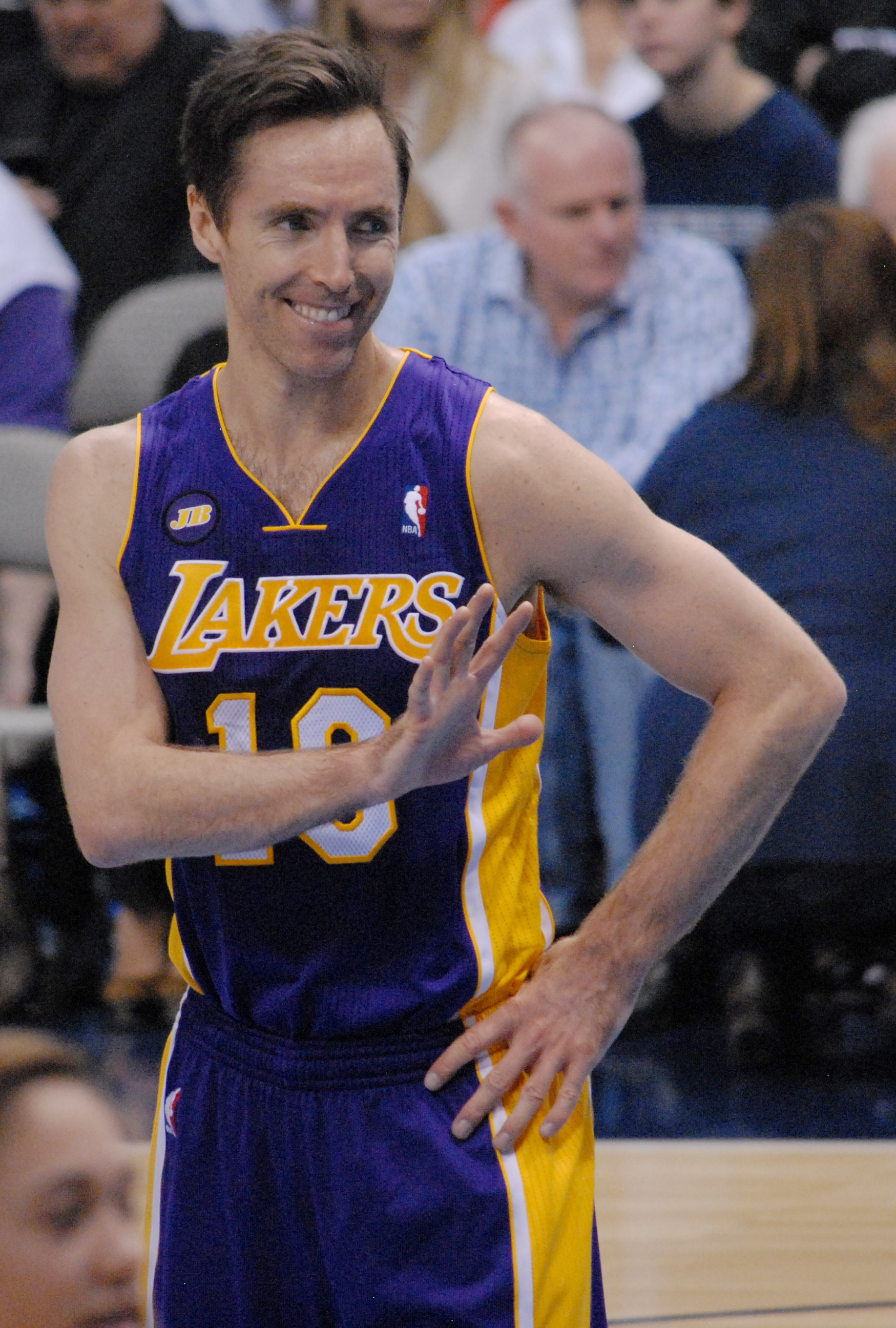
Nash con los Lakers en 2013.

En febrero de 2012, Nash fue nombrado en su octavo All-Star Game. En ese momento, lideraba la NBA en asistencias por partido. El 21 de abril de 2012, Nash superó a Oscar Robertson en asistencias totales de carrera frente a los Nuggets de Denver. A pesar de su juego estelar los Suns se perdieron los playoffs por segundo año consecutivo. Nash terminó la temporada promediando 12,5 puntos y 10,7 asistencias por partido con una efectividad del 53,2% desde el campo (empatando su marca personal).

#### Los Angeles Lakers (2012-2015)
El 11 de julio de 2012, los Lakers de Los Ángeles adquirieron Nash en un acuerdo de firma y canje con Phoenix. Nash se vio obligado a cambiar su dorsal habitual (el 13) porque estaba retirado en honor a Wilt Chamberlain. Nash, un ávido aficionado al fútbol, eligió el 10 para homenajear a Glenn Hoddle, Zinedine Zidane, Diego Maradona, Lionel Messi y otros jugadores de fútbol ya que el 10 es, el número de los "armadores de juego".
El 8 de enero de 2013 se convierte en el quinto jugador de la historia en superar las 10 000 asistencias a lo largo de su carrera.
El 23 de octubre de 2014, días antes de empezar la temporada 2014-15, unas pruebas médicas revelan que tiene gravemente dañados los nervios de la espalda, lo que le deja fuera de las canchas todo el año. En marzo de 2015 anunció su retirada definitiva.

### Retirada
El 31 de marzo de 2018 es incluido en el Basketball Hall of Fame de la NBA.

### Entrenador
El 3 de septiembre de 2020, se anuncia su incorporación a los Brooklyn Nets como entrenador principal. El 3 de marzo de 2021 es nombrado Entrenador del mes de la Conferencia Este.
El 1 de noviembre de 2022, al inicio de su tercer año, es despedido por los Nets, con un récord de 94-67

## Estadísticas
|  | Líder de la liga |
|  | Récord NBA       |

### Temporada regular
| Año      | Equipo      | PJ   | PT   | MPP  | %TC  | %3P  | %TL  | RPP | APP  | ROB | TPP | PPP  |
| -------- | ----------- | ---- | ---- | ---- | ---- | ---- | ---- | --- | ---- | --- | --- | ---- |
| 1996-97  | Phoenix     | 65   | 2    | 10.5 | .423 | .418 | .824 | 1.0 | 2.1  | .3  | .0  | 3.3  |
| 1997-98  | Phoenix     | 76   | 9    | 21.9 | .459 | .415 | .860 | 2.1 | 3.4  | .8  | .1  | 9.1  |
| 1998-99  | Dallas      | 40   | 40   | 31.7 | .363 | .374 | .826 | 2.9 | 5.5  | .9  | .1  | 7.9  |
| 1999-00  | Dallas      | 56   | 27   | 27.4 | .477 | .403 | .882 | 2.2 | 4.9  | .7  | .1  | 8.6  |
| 2000-01  | Dallas      | 70   | 70   | 34.1 | .487 | .406 | .895 | 3.2 | 7.3  | 1.0 | .1  | 15.6 |
| 2001-02  | Dallas      | 82   | 82   | 34.6 | .483 | .455 | .887 | 3.1 | 7.7  | .6  | .1  | 17.9 |
| 2002-03  | Dallas      | 82   | 82   | 33.1 | .465 | .413 | .909 | 2.9 | 7.3  | 1.3 | .1  | 17.7 |
| 2003-04  | Dallas      | 78   | 78   | 33.5 | .470 | .405 | .916 | 3.0 | 8.8  | .9  | .1  | 14.5 |
| 2004-05  | Phoenix     | 75   | 75   | 34.3 | .502 | .431 | .887 | 3.3 | 11.5 | 1.0 | .1  | 15.5 |
| 2005-06  | Phoenix     | 79   | 79   | 35.4 | .512 | .439 | .921 | 4.9 | 10.7 | .8  | .2  | 19.2 |
| 2006-07  | Phoenix     | 76   | 76   | 35.3 | .532 | .455 | .899 | 3.5 | 11.8 | .8  | .1  | 18.6 |
| 2007-08  | Phoenix     | 81   | 81   | 34.3 | .504 | .470 | .906 | 3.5 | 11.1 | .6  | .1  | 16.9 |
| 2008-09  | Phoenix     | 74   | 74   | 33.6 | .503 | .439 | .933 | 3.7 | 9.7  | .7  | .1  | 16.4 |
| 2009-10  | Phoenix     | 81   | 81   | 32.8 | .507 | .426 | .938 | 3.3 | 11.0 | .5  | .2  | 16.8 |
| 2010-11  | Phoenix     | 75   | 75   | 33.3 | .492 | .395 | .912 | 3.5 | 11.4 | .6  | .0  | 14.9 |
| 2011-12  | Phoenix     | 62   | 62   | 31.6 | .532 | .390 | .894 | 3.0 | 10.7 | .6  | .1  | 12.7 |
| 2012-13  | L.A. Lakers | 50   | 50   | 32.5 | .497 | .438 | .922 | 2.8 | 6.6  | .6  | .1  | 12.9 |
| 2013-14  | L.A. Lakers | 15   | 10   | 20.8 | .383 | .333 | .917 | 2.2 | 5.9  | .4  | .1  | 7.8  |
| Total    | Total       | 1217 | 1053 | 31.2 | .490 | .428 | .904 | 3.5 | 8.6  | .7  | .1  | 15.1 |
| All-Star | All-Star    | 7    | 2    | 15.9 | .429 | .250 | .000 | 2.3 | 6.9  | .6  | .1  | 4.7  |

### Playoffs
| Año     | Equipo      | PJ  | PT  | MPP  | %TC  | %3P  | %TL  | RPP | APP  | ROB | TPP | PPP  |
| ------- | ----------- | --- | --- | ---- | ---- | ---- | ---- | --- | ---- | --- | --- | ---- |
| 1996–97 | Phoenix     | 4   | 0   | 3.8  | .222 | .250 | .000 | .3  | .3   | .2  | .2  | 1.3  |
| 1997–98 | Phoenix     | 4   | 1   | 12.8 | .444 | .200 | .625 | 2.5 | 1.8  | .5  | .0  | 5.5  |
| 2000–01 | Dallas      | 10  | 10  | 37.0 | .417 | .410 | .882 | 3.2 | 6.4  | .6  | .1  | 13.6 |
| 2001–02 | Dallas      | 8   | 8   | 40.4 | .432 | .444 | .971 | 4.0 | 8.8  | .5  | .0  | 19.5 |
| 2002–03 | Dallas      | 20  | 20  | 36.5 | .447 | .487 | .873 | 3.5 | 7.3  | .9  | .1  | 16.1 |
| 2003–04 | Dallas      | 5   | 5   | 39.4 | .386 | .375 | .889 | 5.2 | 9.0  | .8  | .0  | 13.6 |
| 2004–05 | Phoenix     | 15  | 15  | 40.7 | .520 | .389 | .919 | 4.8 | 11.4 | .9  | .2  | 24.2 |
| 2005–06 | Phoenix     | 20  | 20  | 39.9 | .502 | .368 | .912 | 3.7 | 10.2 | .4  | .2  | 20.4 |
| 2006–07 | Phoenix     | 11  | 11  | 37.5 | .463 | .487 | .891 | 3.2 | 13.6 | .4  | .1  | 18.9 |
| 2007–08 | Phoenix     | 5   | 5   | 36.6 | .457 | .300 | .917 | 2.8 | 7.8  | .4  | .2  | 16.2 |
| 2009–10 | Phoenix     | 16  | 16  | 33.7 | .518 | .380 | .893 | 3.3 | 10.1 | .2  | .1  | 17.8 |
| 2012–13 | L.A. Lakers | 2   | 2   | 30.5 | .435 | .000 | 1.00 | 2.5 | 4.8  | .0  | .0  | 12.9 |
| Total   | Total       | 120 | 113 | 35.7 | .473 | .406 | .900 | 3.5 | 8.9  | .5  | .1  | 17.5 |

## Logros y reconocimientos
- Elegido para jugar el All Star de 2002, 2003, 2005, 2006, 2007, 2008, 2010 y 2012.
- Campeón del Concurso de Habilidades del All-Star de 2005 y 2010.
- Elegido MVP de la NBA en las temporadas 2004-05 y 2005-06, y segundo en las votaciones de la 2006-07.
- Integrante del primer equipo All-NBA en las temporadas 2004-05, 2005-06 y 2006-07.
- Integrante del segundo equipo AllStar-NBA en la temporada 2007-08
- Integrante del tercer equipo AllStar-NBA en las temporadas 2001-02 y 2002-03.
- Dio 22 asistencias en un partido el 1 de febrero de 2006, 11 solo en el primer cuarto.
- Líder de asistencias por partido en las temporadas 2004-05 (11,5), 2005-06 (10,5), 2006-07 (11,9) y 2010-11 (11,4).
- Líder de asistencias totales en las temporadas 2004-05 (861), 2005-06 (826), 2006-07 (884) y 2010-11 (855).
- Actualmente es el tercer máximo asistente de la historia de la NBA, solo por detrás de John Stockton (15.806) y Jason Kidd (12.091).
- Es el máximo asistente en la franquicia de los Phoenix Suns, con 7.725 asistencias.
- Es el jugador con mejor porcentaje de tiros libres en la historia de la NBA, con 90.42%.[12]
- Llegó a los 18.548 puntos.
- 2 veces MVP del FIBA AmeriCup (1999 y 2003) con Canadá.
- Elegido en el Equipo del 75 aniversario de la NBA en 2021.

## Vida personal
Su hermano pequeño Martin, jugó al fútbol de manera profesional, llegando a jugar con la selección canadiense. Su hermana pequeña, Joann, jugó también al fútbol en la universidad y ganó varios premios nacionales. Está casada con el jugador profesional de hockey sobre hielo, Manny Malhotra.
Es padrino del jugador de la NBA, R. J. Barrett.
Los medios estadounidenses suelen apodarle "Nasty Nash" en alusión a su capacidad ofensiva unida a su gran habilidad con resultados espectaculares, "Captain Canada" por su procedencia, "Hair Canada" por la época en que llevó el pelo largo.
En 2001 conoce a Alejandra Amarilla, y se casan en junio de 2005. Tienen dos hijas gemelas y un hijo. El día que nació su hijo, en noviembre de 2010, publicó un artículo en la revista Life & Style donde anunciaba el nacimiento y también que él y su esposa llevaban meses haciendo vida separada, y que se encontraban en proceso de divorcio.
En marzo de 2016, se compromete con Lilla Frederick, que jugó al voleibol en la Universidad de Pepperdine y en el equipo nacional. Se casan en septiembre de 2016. En julio de 2017 nace su primer hijo.
En 2006, fue mencionado por la cantante canadiense Nelly Furtado, en la canción "Promiscuous", desatando rumores de si mantenían una relación amorosa. Ambos crecieron en British Columbia.
Padece una enfermedad llamada espondilolistesis, que produce tensión muscular y dolor de espalda.